# ريان ترك
النجم ريان ترك هو كاتب وممثل مغربي من مواليد 27.1.1986، بدايته كانت في الكتابة حيث قدم أعمال مختلفه (رعب.دراما اجتماعية.اكشن) فانتقل من الكتابة للتمثيل واشتهر بدور المدمن وتاجر المخدرات والشاب اللعوب والسفاح هذه الأدوار كلها مطروحه بموقع اليوتيوب.
اشتهر ريان ترك بسلسله الرعب ليلة السنة الجديدة بأجزائها الثلاثة التي عرضها على لجنة التقييم ونالت اعجابهم وطرحها نجمنا في العديد من المنتديات ولقيت اقبالا جماهيريا ضخما.
==